# 光學、光譜和紅外遠程成像系統
光學、光譜和紅外遠程成像系統（Optical Space Infrared Downlink System，缩写为OSIRIS）是歐洲太空總署的羅塞塔號太空船軌道器上主要的科學成像系統。它是由德國的馬克斯·普朗克太陽系研究所為首的集團建造的。

## 外部連結
- MPG page about OSIRIS on board the Rosetta spacecraft（页面存档备份，存于）